# 귀여운 여인 (2003년 드라마)
《귀여운 여인》은 2003년 11월 10일부터 2004년 6월 4일까지 방영된 문화방송 일일연속극이다.

## 기획 의도
가난과 고난에 좌절하지 않고 꿈을 향해 달려가는 두 여자의 사회적 편견과 장벽을 뛰어 넘는 사랑과 성공 이야기.
최종학력 고졸에 무일푼. 가진 것이라고는 젊음과 미모뿐인 소연과 흔하디 흔한 박사학위 외에는 아무것도 가진 것이 없는 승은. 결혼을 통한 신분상승을 꿈꾸던 소연과 교수사회 진입을 통한 사회적 성공을 꿈꾸는 승은은 각각 우리 시대 여성들의 솔직한 욕망과 이상을 대표한다.
꿈꾸기는 쉬워도, 그것을 이루기는 어려운 법. 세상은 그들에게 쉽게 문을 열어주지 않는다. 그러나 넘어지고, 깨지고, 잠시 주저앉을지언정, 다시 일어나 씩씩하게 달려 나가는 소연과 승은. <귀여운 여인>은 가진 것은 없지만 꿈을 포기하지 않는 소연과 승은의 꿋꿋한 삶과 피해갈 수 없는 사랑을 그리고, 그 과정에서 진정한 사랑과 성공의 의미를 깨달아가는 드라마다.

## 줄거리
가진 것이라고는 반반한 얼굴 뿐인 여자 김소연과, 똑똑하지만 늘 교수 사회에 진입하는 데 실패하는 시간 강사 최승은의 일과 사랑을 다루었다. 그리고 과거 애틋하게 헤어진 연인 장중훈-문혜숙 등의 인물들도 이야기의 주축을 담당한다. 소연은 교도소에서 출감한 엄마 금례와, 운명처럼 엮이고 엮인 현재, 현재의 친구인 승은, 찜질방 아줌마 혜숙, 이렇게 아무것도 가진 것 없는 다섯 명이 가족을 이루게 된다.

## 등장인물

### 주요 인물
- 장신영 : 김소연(24세) 역

가진 거라곤 예쁜 얼굴 뿐이며, 사고뭉치 허영덩어리 엄마한테 남자 유혹하는 법을 보고 배워 일찍부터 남자들에게 밥 얻어 먹고 용돈이나 선물 받는 것이 아무렇지도 않은 여자다. 돈 때문에 대웅에게 접근하지만 이후에는 진심이 된다.
- 정보석 : 장대웅(37세) 역

첫 결혼에 실패하고 중학생인 딸 준희가 있다. 아버지에게 물려받은 호텔 세느를 운영하며 호텔체인으로 발전시키기 위해 제주도에 제2 세느호텔을 지을 계획이다. 제주도 유지의 딸이며 대학 교수인 유진과의 재혼을 계획하지만, 고상한 척하지만 허점 투성이며 욕망만 가득한 소연에게 자꾸 눈길이 간다.
- 김세아 : 김유진(29세) 역

대학교 심리학과 전임 강사이며 제주도 유지의 딸이다. 원하는 것은 무엇이든 다 얻을 수 있다고 생각하는 자신만만하고 영리한 그녀는 대웅을 사이에 놓고 별볼일 없는 여자 소연과 경쟁 구도에 놓이는 것이 자존심이 상한다.
- 정선경 : 최승은(30세) 역

개천에서 용 났다는 수재형이며 모교에서 심리학과 시간강사로 일하고 있다. 소연을 만나게 되고 남자를 통한 신분 상승하려는 욕망과 유혹의 기술을 습득하여 자신에게 강의를 듣는 연하남 세웅을 유혹한다.
- 이지훈 : 장세웅(26세) 역

세느호텔 장준훈 대표의 둘째 아들로 늦둥이로 태어나 귀여움을 많이 받고 자랐으며, 세느호텔 아케이드의 명품점을 관리하며 자신의 위치를 적당히 즐기고 노는 명품족이다. 연상의 여인 승은과 사랑에 빠진다.
- 고호경 : 윤기주(24세) 역

홍향숙의 딸로 어디로 튈지 모르는 활달하고 거리낌 없는 성격의 신세대다. 아케이드에서 관리 일을 하며 세웅을 좋아한다.
- 권해효 : 강현재(31세) 역

승은의 절친한 친구이며 심리학과 시간강사다. 고지식할 정도로 솔직하고 우직한 성격으로, 소연을 진심으로 사랑한다.

### 소연&승은네
- 윤미라 : 백금례(48세) 역

소연의 사고뭉치 엄마로 전과자 출신이다. 방재하와 사랑에 빠진다.
- 김형자 : 문혜숙(48세) 역

중훈과는 과거에 연인 사이였으나 사주가 좋지 않다는 이유로 결혼하지 못하고, 산전수전 공중전을 다 겪고 찜질방 한 귀퉁이에서 매점을 하며 살지만 첫사랑 중훈을 다시 만나게 되고 그와의 결혼을 꿈꾼다.

### 대웅&세웅네
- 백일섭 : 장중훈(60세) 역

세느호텔 회장으로 대웅과 세웅의 아버지다.
- 이효춘 : 심청자(55세) 역

대웅과 세웅과 어머니로, 요조숙녀인 척 깜쪽같이 속이고 중훈과 결혼하여 지금은 세느호텔 안주인이 되었다.
- 박지미 : 장준희(15세) 역

대웅의 딸. 유진을 좋아하고 소연은 싫어한다.

### 기주네
- 김영란 : 홍향숙(48세) 역

기주의 어머니이며 청자의 아는 동생으로, 금례와는 앙숙이며 재하를 사이에 놓고 연적 관계이다.

### 그 외 인물
- 정동환 : 방재하(48세) 역

다정다감한 성격의 일류 요리사. 백금례와 사랑에 빠진다.
- 김은수
- 문회원
- 장정희
- 신동미
- 최자혜
- 강보라
- 지양명
- 김태현
- 윤희주
- 염재욱
- 양현태
- 오협
- 정승재
- 현숙희
- 이영자
- 윤서현
- 김복희
- 최은숙
- 한미진
- 이정화
- 박주희
- 문예지
- 홍승모
- 구중림
- 김연수
- 최진호
- 김남길
- 이옥정
- 안세미
- 서성광
- 유정석
- 전수지

## 참고 사항
- 정성희 작가는 2003년 1월 종영된 KBS 1TV <당신 옆이 좋아> 이후 두 번째로 일일극을 집필하게 됐다.
- 상투적인 삼각관계 설정을 통해 결혼관과 가족관을 왜곡시킨다는 비판을 받았으며[1], 기대 이하의 성적에 그쳤다.
- 정선경은 MBC <대장금>의 금영 역 캐스팅 제의를 받았으나 이를 포기하고 해당 드라마에 출연하였다.[2]